# My World (album de Justin Bieber)
"My World" reprezintă primul material discografic lansat de cântărețul canadian Justin Bieber . Este considerat prima parte a albumului de debut dublu al artistului. Fiind prima parte a materialului propriu-zis, despre "My World" se consideră a fi un EP ( extended play ) distinct. A fost lansat la data de 17 noiembrie 2009, via Island Records, și continuarea sa a fost lansată anul următor, la data de 23 martie 2010. Pentru acest material, cântărețul a lucrat cu o varietate de producători și compozitori, precum mentorul său, Usher, Tricky Stewart, The-Dream, Midi Mafia și mulți alții. Cântecele sunt, în principal, inspirate de dragostea tinerilor și de situații tipice vârstei și, din punct de vedere muzical, albumul are influențe R&B și pop .
Piese din album: 
One time, 
Favourite girl, 
Down to earth, 
Bigger, 
One less lonely girl, 
First dance, 
Love me, 
Common denominator, 
Baby, 
Somebody to love, 
Stuck in the moment, 
U smile, 
Runaway love, 
Never let you go, 
Overboard, 
Eenie meenie, 
Up, 
That should be me.